# 物集高音
物集 高音（もずめ たかね、1964年 -）は、日本の小説家、推理作家。

## 経歴・人物
1999年に『血食 系図屋奔走セリ』を発表しデビューした。 推理小説を発表している。覆面作家。『大東京三十五区 冥都七事件』に関して、高橋克彦と京極夏彦が推薦文を寄せている。

## 著作
大東京三十五区シリーズ
- 大東京三十五区 冥都七事件（2001年2月 祥伝社 / 2004年6月 祥伝社文庫）
- 大東京三十五区 夭都七事件（2002年10月 祥伝社 / 2007年3月 祥伝社文庫）
- 大東京三十五区 亡都七事件（2005年3月 祥伝社）

第四赤口の会シリーズ
- 赤きマント（2001年10月 講談社ノベルス）
  - 【収録作品】赤きマント Red Red Mant / 肉付きの面 Magic Mask / 歌い骸骨 Singing Bone / 魔女の箒 Witch’s Broomstick
- 吸血鬼の壜詰（2003年4月 講談社ノベルス）
  - 【収録作品】花咲爺の灰 / 手無し娘の手 / 吸血鬼の壜詰 / 口裂け女のマスク

ノンシリーズ
- 血食 系図屋奔走セリ（1999年5月 講談社ノベルス）

### アンソロジー
「」内が収録されている物集高音の作品
- マスカレード（2002年1月 光文社文庫〈異形コレクション〉）「面売り」
- 本格ミステリ02（2002年5月 講談社ノベルス）「坂ヲ跳ネ往ク髑髏」
- 「探偵実話」傑作選（2003年5月 光文社文庫）「『実話』の時代」
- 暗闇を追いかけろ（2004年11月 カッパ・ノベルス / 2008年5月 光文社文庫）「疥」
- 魔地図（2005年4月 光文社文庫〈異形コレクション〉）「ナウマンの地図」
- 天使と髑髏の密室（2005年12月 講談社文庫）「坂ヲ跳ネ往ク髑髏」